# The Allnighter
The Allnighter är ett album av Glenn Frey, utgivet 19 juni 1984. Albumet var Freys andra soloalbum efter tiden i Eagles och det är producerat av Glenn Frey och Allan Blazek.
"The Heat Is On" kan också höras i filmen Snuten i Hollywood medan "Smuggler's Blues" förekommer i ett avsnitt av TV-serien Miami Vice.
Albumet nådde 22:a plats på Billboard 200 och 31:a plats på UK Albums Chart.

## Låtlista
Singelplacering i Billboard inom parentes. Placering i England=UK
1. "The Allnighter" (Glenn Frey/Jack Tempchin) - 4:22 (#54)
2. "Sexy Girl" (Glenn Frey/Jack Tempchin) - 3:30 (#20)
3. "I Got Love" (Glenn Frey/Jack Tempchin) - 3:49
4. "Somebody Else" (Hawk Wolinski/Glenn Frey/Jack Tempchin) - 6:00
5. "Lover's Moon" (Glenn Frey/Jack Tempchin) - 4:10
6. "Smuggler's Blues" (Glenn Frey/Jack Tempchin) - 4:17 (#12, UK #22)
7. "Let's Go Home" (Glenn Frey/Jack Tempchin) - 5:01
8. "Better in the U.S.A." (Glenn Frey/Jack Tempchin) - 3:00
9. "Living in the Darkness" (Hawk Wolinski/Glenn Frey/Jack Tempchin) - 4:35
10. "New Love" (Glenn Frey/Jack Tempchin) - 4:25

Fotnot: Låt nummer 9 har på CD-utgåvan ersatts med The Heat Is On (Keith Forsey/Harold Faltermeyer) (#2, UK #12)